# Palindrom
En palindrom är en följd av skrivtecken som, med blanksteg och skiljetecken exkluderade, förblir oförändrad om man läser den baklänges. 
| En klassisk palindromfras, och den latinska Sator-Arepo-kvadraten. |  | En klassisk palindromfras, och den latinska Sator-Arepo-kvadraten. |
| En klassisk palindromfras, och den latinska Sator-Arepo-kvadraten. |  |                                                                    |

## Språkliga och numeriska palindromer
Termen palindrom åsyftar i huvudsak ord, fraser eller tal. Några exempel är "Naturrutan", "kajak", "tillit", "Mus rev inuits öra, sa röst i universum" eller talet 202. De flesta källor anger den grekiske satirikern Sotades som hjärnan bakom principen för palindromer. Etymologiskt kommer palindrom av grekiskans palindromos "tillbakalöpande", "återkommande", som bildats av pali(n) "återigen" och dromos "lopp", "löpande". 
Världens längsta palindrom i form av ett ord som används i dagligt bruk, är det finska ordet saippuakivikauppias ("täljstenshandlare": sammansatt av saippuakivi "täljsten", i sin tur sammansatt av saippua "tvål" och kivi "sten" liksom engelskans soapstone, och kauppias handlare), som är 19 bokstäver långt.

### Palindrom på ordnivå
En variant av palindromen använder hela ord som minsta enhet i stället för enstaka tecken. Ordföljden är densamma framlänges och baklänges, men varje enskilt ord läses alltid framlänges,exempelvis "en för alla, alla för en".

### Fonetiska palindromer
En fonetisk palindrom är en fras som, i någon mån, låter likadant framlänges och baklänges när den uttalas. Orden "madame" och "kattattack" är ett par exempel. På engelska är ordet "assessor" (med brittiskt uttal) en fonetisk palindrom; ett exempel på franska är "casaque". Den engelska frasen "You're caught. Talk, Roy" är en fonetisk palindrom.

### Palindromtal
Tal som är palindromer kallas palindromtal. Ibland uppmärksammas också att vissa datum kan läsas som palindromer, till exempel 2020-02-02. Detta beror naturligtvis på vilket datumformat man använder.

## Palindromer inom genetiken
Palindromer finns inte bara i text utan även i DNA-sekvenser. I Y-kromosomen finns 8 stycken palindrom som är från 9 Kb till 1,45 Mb långa och i genomsnitt 99,97 % likadana framlänges som baklänges.  En teori är att detta beror på att Y-kromosomen är den enda kromosom som aldrig förekommer i dubbel upplaga, vilket gör att det inte finns någon kromosomhalva i reserv om den skulle bli muterad. Men om ena änden av en palindrom skulle muteras så finns andra änden av palindromen kvar som referens.
Om palindromen "nitalarbralatin" skulle muteras till "vitalarbralatin" så finns det två sätt att korrigera detta, antingen till "vitalarbralativ" eller till "nitalarbralatin". Om cellen delar sig och en dottercell tar den ena versionen och den andra dottercellen tar den andra, så kommer ändå en cell att vara korrekt. 
Eftersom Y-kromosomen innehåller gener som kodar för speciellt manliga funktioner såsom testiklar, kan man tänka sig att en muterad cell i testiklarna delar sig och ger upphov till två spermier. Den ena spermien innehåller den falska palindromen och den andra den äkta. Spermien med den falska palindromen kommer antagligen inte att fungera tillräckligt bra för att släppas fram till eller in i ägget, och även om den skulle göra det så är sannolikheten låg för att den skulle ge upphov till en fertil manlig individ. Det är mycket troligare att spermien med den korrekta sekvensen kan befrukta ägget.
Två av Y-kromosomens palindrom (P1 och P5) är väldigt lika varandra. En vanlig orsak till manlig sterilitet är att P1 och P5 rekombineras med varandra så att det mellanliggande området faller bort.

### Exempel
- DNA: Adenin-Cytosin-Tymin-Guanin-Tymin-Cytosin-Adenin